# Maddermarket Theatre

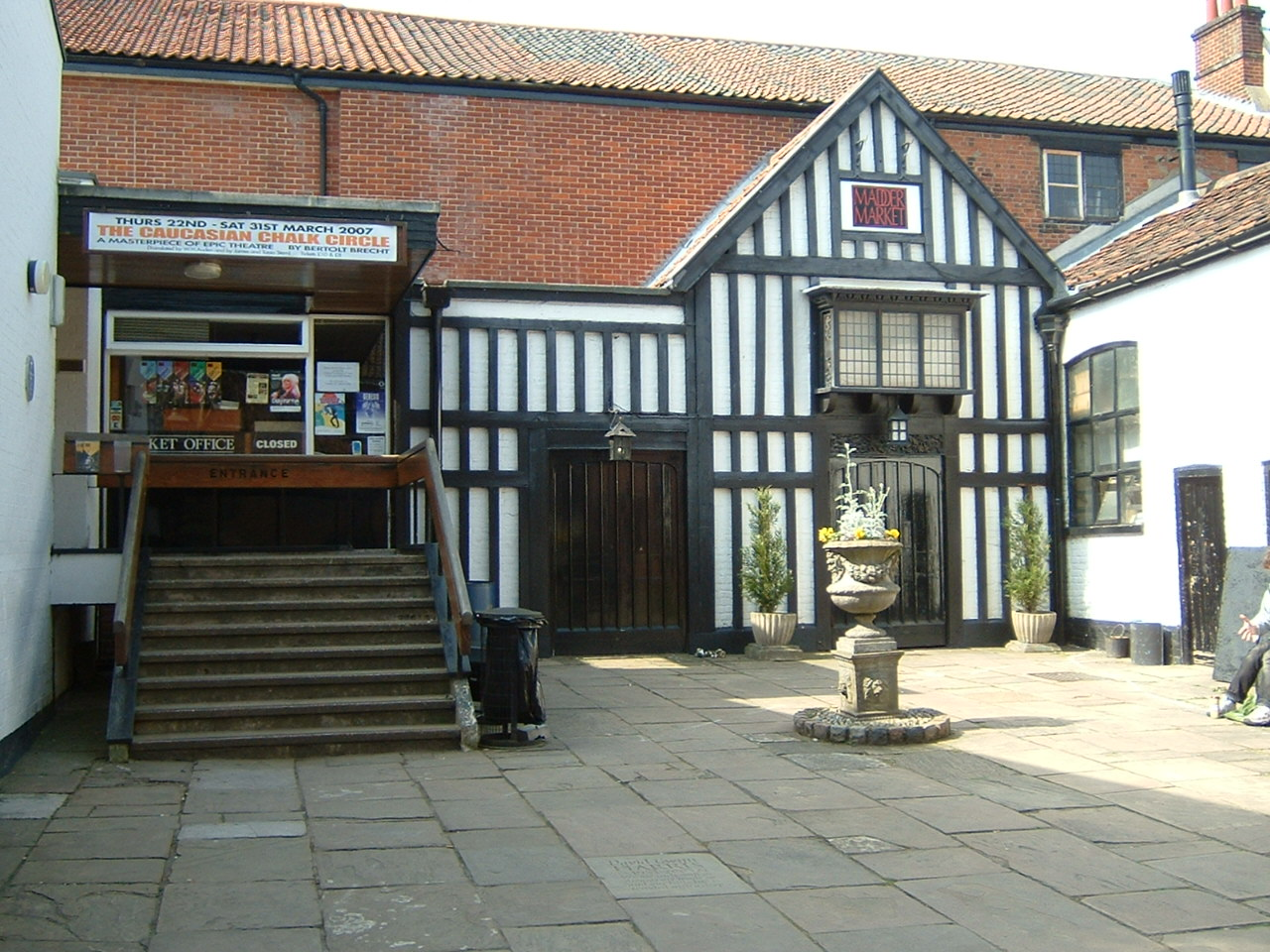

Het Maddermarket Theater is een klein theater in Norwich, Engeland.
Het gebouw werd in 1794 gebouwd als rooms-katholieke kapel. In de 19de eeuw kwam er een fabriekje van natriumwaterstofcarbonaat, het werd een kruidenier en later werd het huis gebruikt door het Leger des Heils. Sinds 1921 is er een theater.
Nugent Mock had eerder samengewerkt met William Poel, die als eerste de stukken van Shakespeare weer met volledige tekst opvoerde en ook het toneel in originele stijl decoreerde. Mock richtte het toneelgezelschap Guild of Norwich Players op en hield de eerste voorstellingen in zijn eigen huis. Ondertussen verbouwde hij het Maddermarket tot een echt Elizabethan theater. Het werd in 1921 geopend. Het gebouw is klein, ongeveer 120m2, maar omdat het huis een gewelfd plafond heeft, is er een goede akoestiek.
In 1960 werden de huizen ernaast afgebroken zodat het theater kon worden uitgebreid. Zo konden er kassa's, een foyer en een bar komen. Bij de afbraak werden oude planten aan het erachter liggende Stranger's Hall Museum gegeven.